# Tony Jannus
Antony Habersack Jannus (né le 22 juillet 1889 à Washington D.C. et mort le 12 octobre 1916) est un aviateur américain pionnier du transport aérien. Avant la Première Guerre mondiale, il est célèbre pour ses exploits et, en 1912, il pilote l'appareil qui largue le premier parachutiste se lançant depuis un avion. Le 1er janvier 1914, en Floride, Jannus assure le premier vol commercial de l'aviation civile dans un engin plus lourd que l'air, sur le trajet Tampa-St. Petersburg. Il meurt à 27 ans en Russie lorsque son avion s'écrase dans la mer Noire au large de Sébastopol.
Sa mémoire est honorée par le prix Tony Jannus, prix décerné pour la première fois en 1963 par la Tony Jannus Distinguished Aviation Society.

## Biographie

### Débuts et célébrité

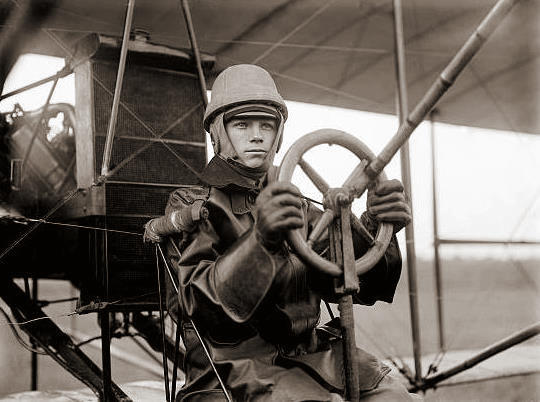
Circa 1912, aérodrome de College Park (Maryland) : un contemporain de Tony Jannus, le Lt pose aux commandes d'un appareil Curtiss Model D (version Headed Pusher : voir le longeron de bambou relié au palonnier - et le bloc moteur et l'hélice dans le dos du pilote). C'est à College Park que Tony Jannus a pris en 1910 ses premières leçons de pilotage.

Le jeune Tony, fils d'un riche avocat de Washington, se passionne pour la mécanique. Il passe des bateaux à moteur à l'aviation après avoir assisté à un meeting aérien à Baltimore en 1910 (il a alors 21 ans).
Il prend des cours de pilotage à l'aérodrome de College Park, Maryland et progresse rapidement. Il pilote le Lord Baltimore II lorsque cet aéronef amphibie effectue son premier vol et devient (ainsi que son frère W. Jannus) pilote d'essai de la firme Benoist Aircraft Company fondée à Saint-Louis (Missouri) par le pilote et constructeur Thomas W. Benoist.
En 1911, Jannus donne le baptême de l'air à d'élégantes jeunes femmes, dont deux jeunes filles de la high society, Laura Merriam et Dorothy Williams. Le 3 avril 1911, l’avion Rex Smith Biplane (en) de Tony Jannus (il était alors pilote d’essai de la Rex Smith Aeroplane Company (en) , qui cherchait à obtenir un contrat du US Army Signal Corps en démontrant la possibilité d’utiliser un poste de TSF dans un "plus-lourd-que-l'air") pique du nez sur le Potomac, s’enfonce, et Jannus échappe de peu à la noyade.
Ensuite, Tony Jannus enchaine les records et devient célèbre : il est le pilote de l'avion qui largue Albert Berry, le premier parachutiste sautant d'un avion (1er mars 1912) ; puis, aux commandes d'un appareil Benoist Land Tractor Type XII (en) il relie Omaha à La Nouvelle-Orléans en survolant sur 3 000 km les cours du Missouri et du Mississippi.
Fin 1912, Jannus survit à une appendicectomie en urgence ; le jeune homme de bonne famille, séduisant et beau parleur, reprend bientôt sa vie de casse-cou et de don Juan.
Début juillet 1913, Jannus participe à la course au-dessus des Grands Lacs, la Great Lakes Reliability Cruise, aux commandes d'un hydravion Benoist.
Le 12 octobre 1913, gros coup de publicité sponsorisé par le New York Times : au-dessus de Staten Island, Jannus emporte à 4 000 pieds (1 200 m) d'altitude la jeune (18 ans) et fameuse top-model, actrice du muet et casse-cou Julia Bruns (en), « la plus belle femme d'Amérique ».
Le lendemain, il participe au Manhattan Aerial Derby au-dessus de Manhattan. Le parcours englobe Staten Island et Oakwood Heights (en), les concurrents doivent être munis d'une bouée (en cas d'amerrissage) et d'une carte (pour se repérer), et l'altitude minimum sera de 2 000 pieds (« afin d'éviter les toits de Manhattan en cas d'atterrissage en urgence »). Le 15 octobre, après la fête suivant la course, Jannus reprend l'air : il participe à la recherche d'Albert Jewell, un collègue aviateur qui a disparu aux alentours de Breezy Point (Queens) en se rendant au départ de la course du 13 octobre. Mais l'avion de Jannus s'écrase au sol lors du décollage ; par chance l'aviateur s'en tire sans dommages, alors que l'avion est complètement détruit.

### Pilote de la première compagnie aérienne commerciale en Floride
Les conditions météo régnant en Floride attirent les aviateurs ; de plus le Sunshine State va connaître un boom.

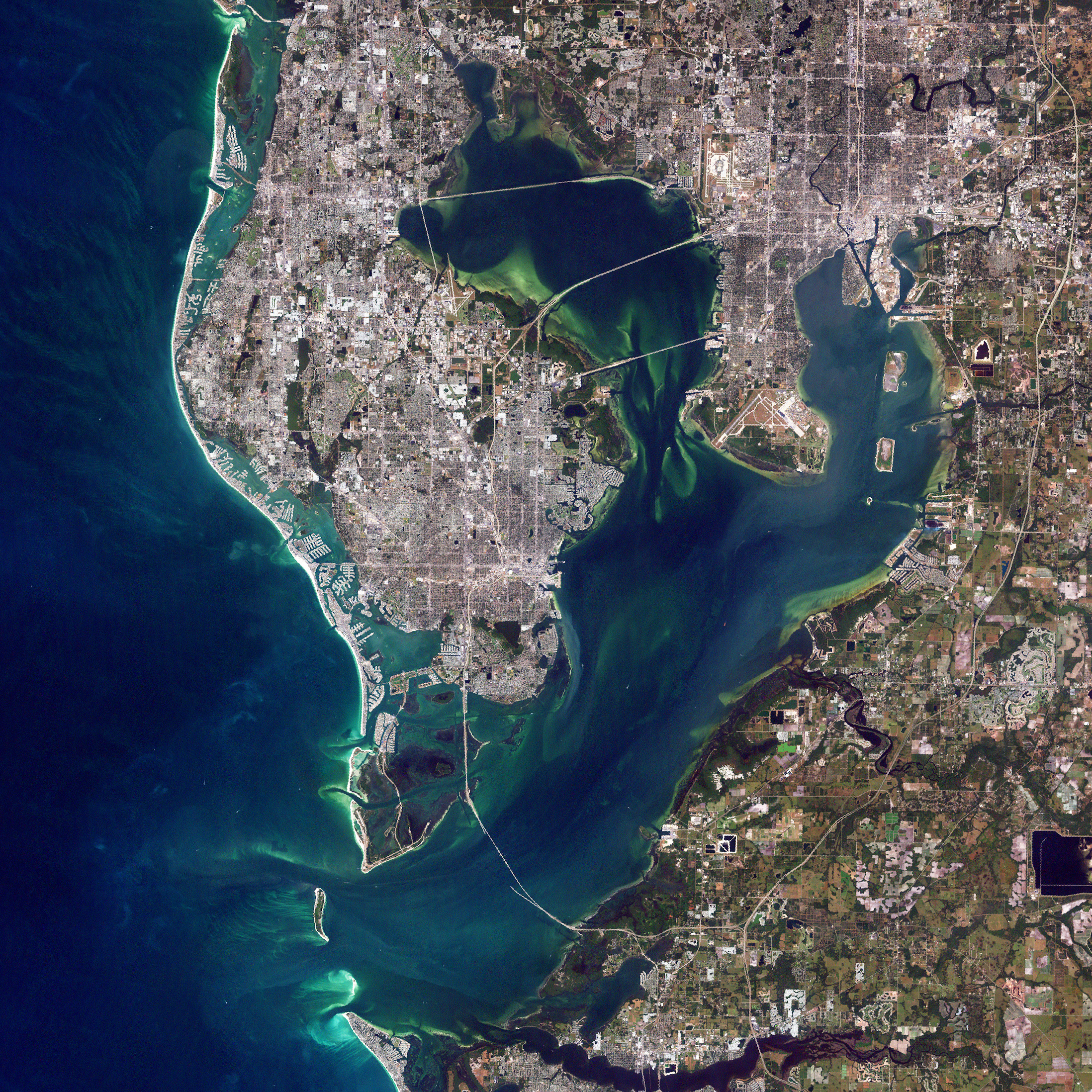
Photo satellite de la baie de Tampa. On voit sur la lagune nord-ouest les trois ponts construits grosso modo sur le trajet que suivaient les avions de la St. Petersburg-Tampa Airboat Line.

Un homme d'affaires local, Percival Fansler, a l'idée de faire gagner beaucoup de temps aux entrepreneurs locaux en les transportant par air de St. Petersburg à Tampa, alors que le train ou la route font perdre des heures. Le 17 décembre 1913 (le jour même du dixième anniversaire du premier vol de Orville et Wilbur Wright) la chambre de commerce de Tampa signe un contrat de 90 jours avec la firme Benoist, et la St. Petersburg-Tampa Airboat Line est fondée : deux vols quotidiens seront assurés par un des deux appareils Benoist type XIV de la compagnie.

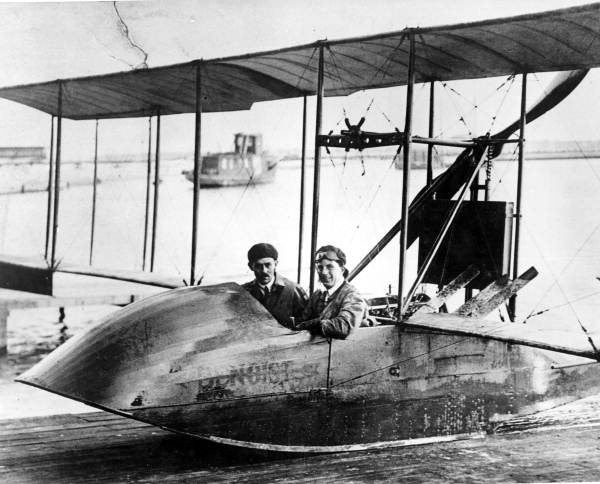
Tony Jannus et un passager dans la nacelle d'un appareil Benoist type XIV tiré sur un plan incliné au bord de la baie de Tampa.

Fansler avait d'ailleurs déclaré à la presse locale : « Le front de mer de St. Petersburg est l'endroit idéal pour décoller et revenir – et l'aller-retour à Tampa sera une des plus belles excursions du pays. Glisser à quelques pieds de la surface de l'eau... avec le ronronnement du moteur de 75 ch, et le sifflement de l'hélice tournant à plusieurs centaines de tours par minute, dans le vent de la vitesse, frais et salé, avec le scintillement du soleil sur la baie de Tampa – aucun voyage ne peut être plus agréable ».

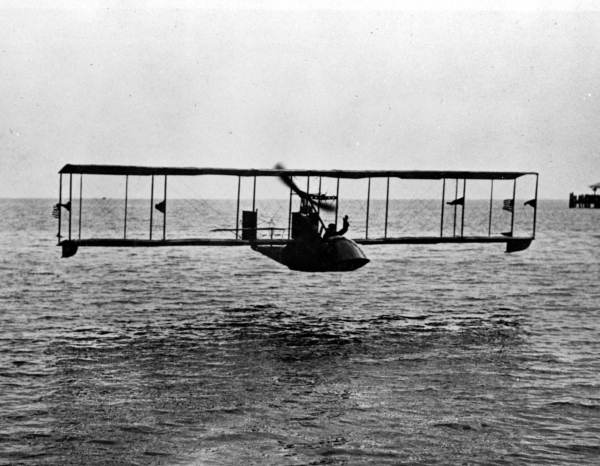
Un des appareils Benoist XIV de la compagnie St. Petersburg-Tampa Air Line en vol au-dessus de la baie de Tampa. Noter la petite nacelle biplace aérodynamique, le moteur arrière en position de pusher, les flotteurs en bout d'ailes. Le pilote qui salue est peut-être Tony Jannus.

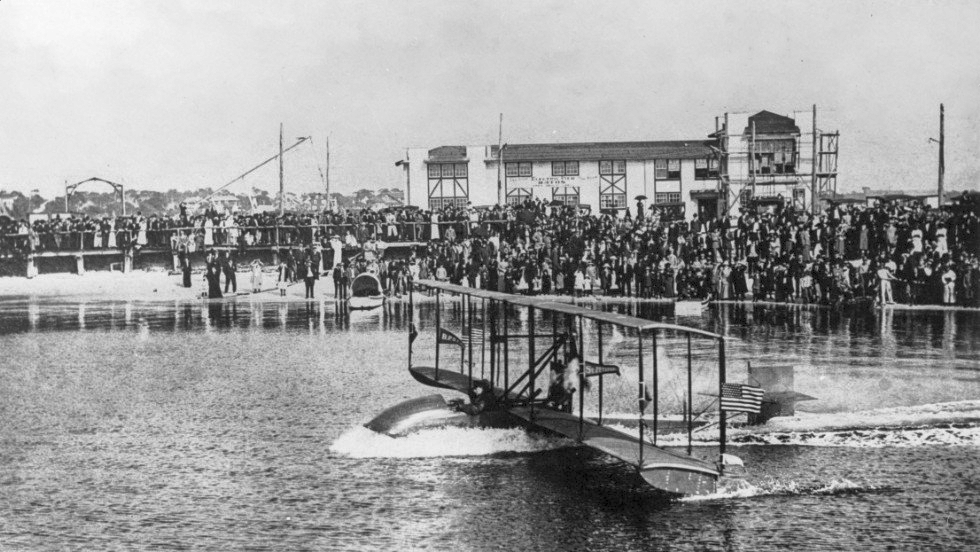
Premier vol de la St. Petersburg-Tampa Airboat Line.

Le 1er janvier 1914, à 10 heures, le petit hydravion Benoist type XIV piloté par Tony Jannus quitte le Quai Municipal de St. Petersburg, ovationné par 3 000 badauds. Son passager, le premier client payant d'une ligne aérienne régulière, est l'ancien maire de la ville, Abram C. Pheil, qui a acheté son billet US $ 400 à l'issue d'une vente aux enchères. 23 minutes plus tard, ayant atteint une vitesse de 120 km/h à l'altitude de 5 m au-dessus de la lagune, les 2 hommes arrivent au port de Tampa, devant 2 000 personnes.
Mais après un certain succès de curiosité, le public boude la première ligne aérienne commerciale. Le contrat de 3 mois n'est pas renouvelé. L'automobile deviendra plus fiable, et le réseau routier s'améliorera. Après la Seconde Guerre mondiale, le Gandy Bridge (en) long de 2,5 miles, un pont terminé en 1924 par l'homme d'affaires George S. Gandy, raccourcira la distance entre Tampa et St. Petersburg de 43 à 19 miles (31 km).

### Pilote d'essai chez Curtiss et mort

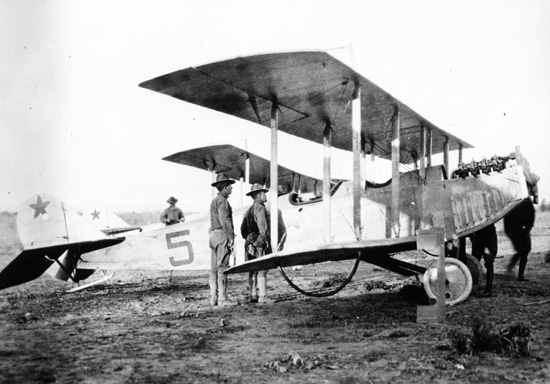
Le Curtiss JN-3, ici utilisé au Mexique par l'US Army lors de l'expédition punitive contre Pancho Villa (1916).

Jannus quitte la firme Benoist et entre chez Curtiss Aeroplane and Motor Company. En juillet 1915, il contribue à la mise au point du Curtiss JN-3, qui sera le prédécesseur du fameux modèle Curtiss JN-4.
En octobre 1915, Glenn Curtiss envoie Jannus comme instructeur en Russie tsariste. Le 12 octobre 1916, son hydravion Curtiss H-7 s'écrase en mer au large de Sébastopol. Son corps ne sera jamais retrouvé. La mort de celui qui a fait si souvent la une des journaux passe inaperçue aux États-Unis.

## Mémoire
Le prix Tony Jannus est décerné depuis 1963 par la Tony Jannus Distinguished Aviation Society. Il a honoré des célébrités de l'aviation comme Eddie Rickenbacker, Donald Douglas, Jimmy Doolittle, C. R. Smith (fondateur de American Airlines), William A. Patterson (en) (président de United Airlines de 1934 à 1966), Chuck Yeager, et le pionnier de l'aviation indienne Jehangir Ratanji Dadabhai Tata (1979).

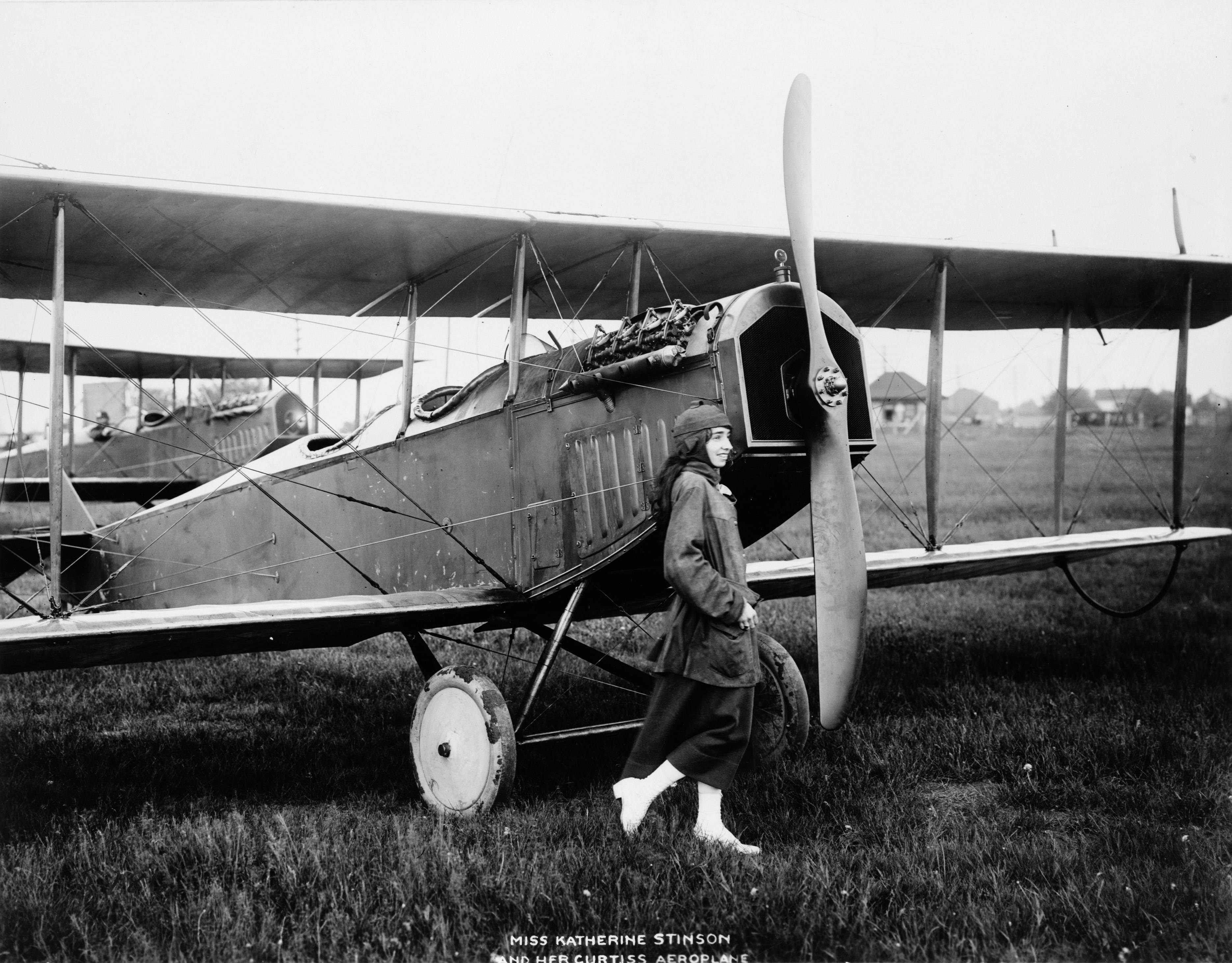
Tony Jannus a servi d'exemple à de nombreux aviateurs des deux sexes : ici Miss Katherine Stinson, d'ailleurs élève de Jannus, devant son Curtiss Jenny (ca 1915).

Le nom de Tony Jannus figure au Wright Brothers National Memorial de Kill Devil Hills (Caroline du Nord), et voisine avec ceux de Charles Lindbergh, Amelia Earhart, et Chuck Yeager. L'État de Floride lui a accordé en 2010 le titre de « Grand Floridien », et son nom figure sur la List of Great Floridians (en).
À St. Petersburg, un hall de concert très fréquenté a été baptisé Jannus Landing en 1984 et porte depuis 2009 le nom de Jannus Live (en).

## Sources
- (en) Cet article est partiellement ou en totalité issu de l’article de Wikipédia en anglais intitulé « Tony Jannus » (voir la liste des auteurs).